# Aras de los Olmos
Aras de los Olmos là một đô thị ở comarca Los Serranos cộng đồng Valencia, Tây Ban Nha. Đô thị này có diện tích 76,04 km², dân số thời điểm năm 2006 là 399 người.